# Papinian
Papinian (egentlig Æmilius Papinianus, født 142, død 212) var en af de betydeligste romerske jurister.
Papinian levede under kejser Septimius Severus, til hvem han stod i et nøje venskabsforhold. Han udnævntes af ham til prætorianpræfekt og nød stor anseelse; men senere lod Caracalla ham dræbe, da han søgte at beskytte hans broder Geta mod kejserens efterstræbelser. Hans skrifter, af hvilke de vigtigste var Quæstiones og Responsa, er tabte, men stærkt benyttede af de senere romerske jurister.